# Giải vô địch bóng đá CONCACAF 1989
Giải vô địch bóng đá CONCACAF 1989 là Cúp bóng đá Bắc, Trung Mỹ và Caribe lần thứ chín, diễn ra từ 19 tháng 3 đến 19 tháng 11 năm 1989, giải đấu có 5 đội tuyển tham gia, thi đấu vòng tròn tính điểm để chọn ra nhà vô địch. Đây cũng là vòng loại Giải vô địch bóng đá thế giới 1990. Costa Rica giành chức vô địch lần thứ ba sau khi vượt qua Hoa Kỳ ở lượt trận cuối. Đồng thời, hai đội Costa Rica và Hoa Kỳ giành quyền tham dự giải vô địch bóng đá thế giới 1986. Đây là giải đấu cuối cùng của giải vô địch bóng đá CONCACAF. Từ mùa giải 1991, giải được đổi tên thành Cúp Vàng CONCACAF (CONCACAF Gold Cup).

## Vòng chung kết
|                    | Pld | W | D | L | GF | GA | GD | Pts |
| ------------------ | --- | - | - | - | -- | -- | -- | --- |
| Costa Rica         | 8   | 5 | 1 | 2 | 10 | 6  | +4 | 11  |
| Hoa Kỳ             | 8   | 4 | 3 | 1 | 6  | 3  | +3 | 11  |
| Trinidad và Tobago | 8   | 3 | 3 | 2 | 7  | 5  | +2 | 9   |
| Guatemala          | 6   | 1 | 1 | 4 | 4  | 7  | −3 | 3   |
| El Salvador        | 6   | 0 | 2 | 4 | 2  | 8  | −6 | 2   |

|                    | Costa Rica | El Salvador | Guatemala | Trinidad và Tobago | Hoa Kỳ |
| ------------------ | ---------- | ----------- | --------- | ------------------ | ------ |
| Costa Rica         | –          | 1–0         | 2–1       | 1–0                | 1–0    |
| El Salvador        | 2–4        | –           | X–X       | 0–0                | 0–1    |
| Guatemala          | 1–0        | X–X         | –         | 0–1                | 0–0    |
| Trinidad và Tobago | 1–1        | 2–0         | 2–1       | –                  | 0–1    |
| Hoa Kỳ             | 1–0        | 0–0         | 2–1       | 1–1                | –      |

Costa Rica vô địch giải vô địch bóng đá CONCACAF 1989 và cùng với Hoa Kỳ, giành quyền tham dự giải vô địch bóng đá thế giới 1990.
| Guatemala          | 1 – 0 | Costa Rica |
| ------------------ | ----- | ---------- |
| Chacón 39' (ph.đ.) |       |            |

| Costa Rica                | 2 – 1 | Guatemala |
| ------------------------- | ----- | --------- |
| Flores 42' · Coronado 78' |       | Rodas 51' |

| Costa Rica | 1 – 0 | Hoa Kỳ |
| ---------- | ----- | ------ |
| Rhoden 14' |       |        |

| Hoa Kỳ    | 1 – 0 | Costa Rica |
| --------- | ----- | ---------- |
| Ramos 72' |       |            |

| Hoa Kỳ         | 1 – 1 | Trinidad và Tobago |
| -------------- | ----- | ------------------ |
| Trittschuh 48' |       | Charles 88'        |

| Trinidad và Tobago | 1 – 1 | Costa Rica |
| ------------------ | ----- | ---------- |
| Jones              |       | Coronado   |

| Costa Rica | 1 – 0 | Trinidad và Tobago |
| ---------- | ----- | ------------------ |
| Cayasso 2' |       |                    |

| Hoa Kỳ                   | 2 – 1 | Guatemala  |
| ------------------------ | ----- | ---------- |
| Murray 3' · Eichmann 67' |       | Chacón 22' |

| El Salvador               | 2 – 4 | Costa Rica                                  |
| ------------------------- | ----- | ------------------------------------------- |
| Rodriguez 24' · Rivas 63' |       | Cayasso 16' · Hidalgo 46' · Flóres 51', 75' |

| Costa Rica    | 1 – 0 | El Salvador |
| ------------- | ----- | ----------- |
| Fernandez 55' |       |             |

| Trinidad và Tobago | 2 – 0 | El Salvador |
| ------------------ | ----- | ----------- |
| Lewis 50', 61'     |       |             |

| El Salvador | 0 – 0 | Trinidad và Tobago |
| ----------- | ----- | ------------------ |
|             |       |                    |

| Guatemala | 0 – 1 | Trinidad và Tobago |
| --------- | ----- | ------------------ |
|           |       | Jamerson 57'       |

| Trinidad và Tobago       | 2 – 1 | Guatemala |
| ------------------------ | ----- | --------- |
| Jones 10' · Jamerson 88' |       | Rodas 6'  |

| El Salvador | 0 – 1 | Hoa Kỳ    |
| ----------- | ----- | --------- |
|             |       | Perez 61' |

| Guatemala | 0 – 0 | Hoa Kỳ |
| --------- | ----- | ------ |
|           |       |        |

| Hoa Kỳ | 0 – 0 | El Salvador |
| ------ | ----- | ----------- |
|        |       |             |

| Trinidad và Tobago | 0 – 1 | Hoa Kỳ        |
| ------------------ | ----- | ------------- |
|                    |       | Caligiuri 30' |

| El Salvador | Hủy trận đấu | Guatemala |
| ----------- | ------------ | --------- |
|             |              |           |

| Guatemala | Hủy trận đấu | El Salvador |
| --------- | ------------ | ----------- |
|           |              |             |

### Vô địch
| Vô địch Cúp Vàng CONCACAF 1989 Costa Rica Lần thứ ba |

## Càu thủ ghi bàn
2 bàn
- Evaristo Coronado
- Juan Arnoldo Cayasso
- Leonidas Flores
- Raúl Chacón
- Julio Rodas
- Leonson Lewis
- Kerry Jamerson
- Philibert Jones

1 bàn
- Carlos Hidalgo
- Gilberto Rhoden
- Pastor Fernandez
- Roger Flores
- Jaime Rodriguez
- Jose Maria Rivas
- Hutson Charles
- Bruce Murray
- Eric Eichmann
- Hugo Perez
- Paul Caligiuri
- Steve Trittschuh
- Tab Ramos